# Hermanus Brockmann
Hermanus "Herman" Gerardus Brockmann (født 14. juni 1871 i Amsterdam, død 18. januar 1936) var en hollandsk roer og olympisk deltager.
Brockmann deltog som styrmand i tre forskellige rodiscipliner ved OL 1900 i Paris. I toer med styrmand var han med i båden, der kvalificerede sig til finalen første gang denne disciplin var på det olympiske program. Imidlertid mente bådens roere, François Brandt og Roelof Klein, at Brockmann var for tung, så i finalen blev han afløst af en syv-årig lokal fransk dreng, som det aldrig siden har været muligt at identificere. Alligevel regnes han som officiel guldmedaljevinder fra disciplinen.
Ved de samme lege var han også styrmand for den hollandske firer med styrmand, der vandt sit indledende heat og dermed var kvalificeret til finalen. Efter en del kontroverser og to afholdte finaleløb vandt hollænderne sølv efter en tysk båd. Endelig var han styrmand for otteren, der vandt bronze.
I sit civile liv var Brockmann uddannet læge og deltog på trods af dette ved OL som medlem af en studenterroklub.

## OL-medaljer
- 1900:  Guld i toer med styrmand
- 1900:  Sølv i firer med styrmand
- 1900:  Bronze i otter